# Apple A5X
 (septembre 2012).
Si vous disposez d'ouvrages ou d'articles de référence ou si vous connaissez des sites web de qualité traitant du thème abordé ici, merci de compléter l'article en donnant les références utiles à sa vérifiabilité et en les liant à la section « Notes et références ».
Apple A6X
L'Apple A5X est un SoC (system-on-a-chip) fabriqué par Samsung et commercialisé par Apple pour l'iPad 3. Le processeur comporte 2 cœurs ARM Cortex-A9 gravé en 45 nm et cadencés à 1 GHz. Le tout est associé à un GPU PowerVR SGX543MP4 4 cœurs et 1 Go de SDRAM LPDDR2. La configuration a été améliorée au niveau GPU par rapport à l'iPad 2 pour permettre la prise en charge de l'écran Retina. Les performances graphiques de l'iPad 3 sont améliorées de 5 à 10 % par rapport à l'iPad 2 mais avec une autonomie 10 % inférieure.

## Produits équipés d'un Apple A5X
- iPad 3